# Palmyreuphrosyne pacifica
Palmyreuphrosyne pacifica är en ringmaskart som beskrevs av Augener 1924. Palmyreuphrosyne pacifica ingår i släktet Palmyreuphrosyne och familjen Euphrosinidae.
Artens utbredningsområde är havet kring Nya Zeeland. Inga underarter finns listade i Catalogue of Life.